# Plan-de-Baix
Plan-de-Baix település Franciaországban, Drôme megyében. Lakosainak száma 164 fő (2022. január 1.). Plan-de-Baix Beaufort-sur-Gervanne, Le Chaffal, Eygluy-Escoulin, Gigors-et-Lozeron és Omblèze községekkel határos.

## Népesség
A település népességének változása:
| Lakosok száma | 142  | 139  | 123  | 143  | 120  | 137  | 147  | 147  | 154  | 164  |
|               | 1968 | 1982 | 1990 | 2006 | 2013 | 2015 | 2017 | 2019 | 2020 | 2022 |